# Ортинський Володимир Львович
Володи́мир Льво́вич Орти́нський (15 грудня 1955, Уличне, Дрогобицький район Львівська область) — директор Інституту права, психології та іннованційної освіти, український правознавець, доктор юридичних наук, професор, заслужений юрист України. Начальник Львівського обласного управління МВС України.

## Загальна інформація
Народився у селі Уличне Дрогобицького району, Львівської області.
У вересні 1974 року почав навчання у Дрогобицькому педагогічному інституті імені Івана Франка, який закінчив у серпні 1978 року.
1994 року — закінчив Національну академію внутрішніх справ.
У квітні 2000 року закінчив навчання у Національному університеті «Львівська політехніка» та здобув кваліфікацію спеціаліста за спеціальністю «Фінанси».
Грудень 2007 року — обраний академіком у Академії наук вищої освіти.
Є керівником наукових семінарів, організатором наукових конференцій, також головою спеціалізованої Вченої ради із захисту кандидатських та докторських дисертацій.

## Наукова діяльність
Автор понад 30-ти навчальних посібників, 20-ти навчально-методичних праць, та 160 наукових публікацій. Серед них:
- Ортинський В. Л. Педагогіка вищої школи: підручник / Володимир Львович Ортинський; Національний університет «Львівська політехніка». — Львів: Вид-во Львівської політехніки, 2017. — 498 с.

## Професійна діяльність
- Після закінчення Дрогобицького педагогічного інституту імені Івана Франка працював учителем та директором школи.
- Грудень 1985 — квітень 2010 року — служба в ОВС.
- У 1996-2002 роках працював у Львівському обласному управлінні міліції.
- 2001 рік — звання генерал-майор міліції, а у 2008 році — генерал-лейтенант міліції.
- Липень 2002 рік — квітень 2010 р. — ректор Львівського державного університету внутрішніх справ.
- Жовтень 2004 року — вчене звання професора рішенням Атестаційної колегії Міністерства освіти і науки України.
- Травень 2005 року — науковий ступінь доктора юридичних наук.
- З лютого 2011 року — директор Навчально-наукового Інституту права та психології Національного університету «Львівська політехніка».

## Державні нагороди та відзнаки Міністерства освіти та науки України
Нагороджений:
- Грамотою Верховної Ради України;
- Почесною Грамотою Кабінету Міністрів України;
- Почесною Грамотою Верховної Ради України;
- Відзнака Комітету Верховної Ради України з питань боротьби з організованою злочинністю і корупцією та 42-ома відзнаками МВС;
- Указом президента 17 грудня 2002 року звання «Заслужений юрист України».